# 穆爾鎮區 (明尼蘇達州史蒂文斯縣)
穆爾鎮區（英語：Moore Township）是位於美國明尼蘇達州史蒂文斯縣的一個行政鎮區。

## 地方資料
穆爾鎮區的面積為91.30平方千米，皆為陸地。根據2020年美國人口普查的數據，當地共有人口286人，而人口密度為每平方千米3.13人。